# NGC 7443
NGC 7443 ist eine linsenförmige Galaxie vom Hubble-Typ S0/a im Sternbild Aquarius auf der Ekliptik. Sie ist schätzungsweise 161 Millionen Lichtjahre von der Milchstraße entfernt und hat einen Durchmesser von etwa 65.000 Lj.
Wahrscheinlich bildet sie mit NGC 7444 ein gravitativ gebundenes Galaxienpaar.
Das Objekt wurde am 3. Oktober 1785 von Wilhelm Herschel entdeckt.

## NGC 7443-Gruppe (LGG 468)
| Galaxie  | Alternativname | Entfernung/Mio. Lj |
| -------- | -------------- | ------------------ |
| NGC 7443 | PGC 70218      | 161                |
| NGC 7444 | PGC 70219      | 145                |
| NGC 7450 | PGC 70252      | 146                |